# Лижов Максим Костянтинович
Максим Костянтинович Лижов (2 травня 1983) — український поет і перекладач, кінорежисер, митець, журналіст, військовослужбовець. 

## Життєпис
Народився 2 травня 1983 року в Броварях.
Закінчив броварську середню школу №10 і Гуманітарний ліцей Київського державного університету ім. Тараса Шевченка. Навчався у Києво-Могилянській академії.

## Творча діяльність
- 2024 — АРХЕОЛОГІЯ ЛІТЕРАТУРИ, міждисциплінарний перфоманс на основі хайку Макса Лижова (ЗСУ) у співпраці Павла Нечитайла (Zapaska, Пропала Грамота), Макса Побережського (Black Box, Tenpoint), Катерини Кострової (Burning Woman) і перекладачки Тані Родіонової (Translatorium), літературно-перекладацький фестиваль Translatorium, мистецький простір КУТ, Хмельницький.
- 2023 — ЯКОМОГА, поетичний артбук і збірник хайку у співпраці з художницею Мариною Дяченко[1], видання отримало спеціальну відзнаку журі на всеукраїнському конкурсі Best Book Design [2], а також увійшло у список найкращих українських книжок року за версією ПЕН[3].
- ПОДІЛЬСЬКІ ХАЙКУ, поетично-музично-археологічно-відеоарт-перфоманс у співпраці з Яною Шпачинською (Zapaska) і Максом Побережським (Black Box, Tenpoint, PDTA), Bazhan Residency, Zagata bar, Кам'янець-Подільський.
- NORM, групова виставка сучасного мистецтва, куратори — Микита Кадан і Антон Саєнко, співавторка — Марина Дяченко, плакатна інсталяція, квартирник, Київ
- 2021 — НИЧТО, виставка спільно зі Станіславом Толкачовим, відеоінсталяція, арт-кластер COLLIDER, Київ[4][неавторитетне джерело].
- 2020 — Use Once and Destroy, третя збірка віршів (двомовна), видана видавництвом Propeller, Берлін[5].
- 2019 — ДЕЗЕЛЕНІЗАЦІЯ, групові виставки сучасного мистецтва художньої ініціативи De Ne De за підтримки Heinrich-Böll-Stiftung Ukraine, радіоп'єса Київ Зелен Був у галереях BURSA, Київ, і COME IN, Харків.
- 2018 —  «Play the Piano Drunk Like a Percussion Instrument Until the Fingers Begin to Bleed a Bit/Грай на піаніно п’яно ніби на ударних доки пальці ледь закровоточать», перекладач і автор проекту першої збірки віршів автора Чарлз Буковскі українською мовою (білінгва з оригіналами), видавництво «ЛЮТА СПРАВА», Київ; видання стало Книгою року в Україні в номінації «Поезія/Афористика», а також перемагало на світових конкурсах дизайну, таких як Red Dot і D&AD, вперше від України[6].
- 2016 — автор і режисер короткометражного фільму  «70 вулиць», майстерня My Street Films на Фестиваль кіно та урбанізму «86», м. Славутич. Прем'єра відбулася в Національному конкурсі короткометражних фільмів на Одеському міжнародному кінофестивалі в липні, фільм вийшов в обмежений український прокат у складі кіноальманаху «Український експеримент». Також відбулися численні покази в Україні та за кордоном: Берлін, Гетеборг, Гонконг та ін. Телепрем’єра була на UA:Культура у 2019 році[7]. Кіно стало кращим експериментальним фільмом на ІІ кіно-медіа фестивалі "Кіномаршрут".
- 2002 — «Болевидобувна шахта», друга збірка віршів, видана як переможцю Міжнародного літературного конкурсу «Гранослов» (2000), Кабінет молодого автора, Національна спілка письменників України, Київ[8].
- 1996 — «Повінь душі», перша поетична збірка Лижова, видавництво «Криниця», Броварі[9].